# 若園町 (名古屋市)
若園町（わかそのちょう）は、愛知県名古屋市北区にあった地名。1丁目から3丁目から成っていた。

## 地理
名古屋市北区南西部に位置した。

## 歴史

### 地名の由来
当町が若々しい園であるようにとの願いを込めた命名だという。

### 沿革
- 1952年（昭和27年）12月20日 - 田幡町（字御膳田・八反田・ハサバ・天神田・南蓮花寺・二反田・乾イ田・西屋敷・森下・堀田・寺浦・北原の各一部）の一部を改称[2]。
- 1982年（昭和57年） - 金城1～4丁目となる[1]。

## 当地に由来する施設等
集合住宅の名称を中心に現存している。
- 若園荘（金城2-1-9）
- コーポ若園（金城2-1-11）
- 若園不動産株式会社（金城2-6）
- ハイツ若園（金城2-6-12）
- フローラコート若園（金城3-3-9・金城3-3-24）